# Raymond Elias Feist
Raymond Elias Feist (* 1945 v Los Angeles) je světoznámý americký autor fantasy literatury.

## Dílo

### Sága trhlinové války (Riftwar Saga)
- Mág: Učedník (Magician: Apprentice)
- Mág: Mistr (Magician: Master)
- Stříbrný trn (Silverthorn)
- Zlo v Sethanonu (Darkness at Sethanon)

### Odkaz trhlinové války (Riftwar Legacy)
- Zrada v Krondoru (Krondor: The Betrayal)
- Vrazi v Krondoru (Krondor: The Assassin)
- Slza bohů (Krondor: Tear of Gods)
- Jimmy and the Crawler (knížka vyšla místo dlouho ohlášených Krondor: The Crawler a Krondor: The Dark Mage)

### Synové Krondoru (Krondor's Sons)
- Královská krev (Prince of the Blood)
- Královský bukanýr: Crydee (King's Bucaneer)
- Královský bukanýr: Novindus (King's Bucaneer)

### Hadí sága (Serpent War)
- Stín temné královny: Vrazi (Shadow of a Dark Queen)
- Stín temné královny: Žoldáci (Shadow of a Dark Queen)
- Vzestup magnáta: Risk (Rise of a Merchant Prince)
- Vzestup magnáta: Zisk (Rise of a Merchant Prince)
- Hněv krále démonů: Ústup (Rage of a Demon King)
- Hněv krále démonů: Boj (Rage of a Demon King)
- Střepy rozbité koruny: Chaos (Shards of a Broken Crown)
- Střepy rozbité koruny: Střet (Shards of a Broken Crown)

### Konkláve stínů (Conclave of the Shadows)
- Spár stříbrného sokola (Talon of the Silver Hawk)
- Král lišáků (King of Foxes)
- Návrat vyhnance (Exile's Return)

### Válka temných (Darkwar Saga)
- Let Nočních dravců (Flight of the Nighthawks)
- Do Temného Království (Into a Dark Realm)
- Zloba šíleného boha (Wrath of a Mad God)

### Válka s démony (Demonwar Saga)
- Hrozba (Rides a Dread Legion)
- Brána Temnoty (At the Gates of Darkness)

### Sága impérium (Empire trilogy)
Ve spolupráci s Janny Wurts.
- Dcera impéria (Daughter of the Empire)
- Ochránce impéria: Otrok (Servant of the Empire)
- Ochránce impéria: Milenec (Servant of the Empire)
- Správce impéria: Vrah (Mistress of the Empire)
- Správce impéria: Císař (Mistress of the Empire)

### Legendy trhlinové války (Legends of the Riftwar)
- Čestný nepřítel (Honoured Enemy) s Williamem Forstchenem
- Vražda v LaMutu (Murder in LaMut) s Joelem Rosenbergem
- Jimmy Ručka (Jimmy the Hand) s S. M. Stirlingem

### Války Chaosu (Chaoswar Saga)
- Království v obležení (Kingdom besieged)
- Koruna v ohrožení (A Crown Imperiled)
- Mágův konec (Magician's End)

### Ostatní knihy
- Pohádka (Faerie Tale)
- Atlas Midkemie (Atlas of Midkemia) autor plánuje

### Povídky
- Dřeváček (Woodboy)
- Kurýr (The Messenger)
- Profit a šedý asasin (Profit of the Grey Assasin)
- Geraldův neskutečný příběh
- Čarodějný oheň (Watchfire)
- The Thing Beneath the Bridge
- One to Go
- A Candle

### Články
- Nadpozemské víno (Alien Wine)

## Chronologie
- Mág (Učedník, Mistr)
- Sága Impérium se odehrává během a po knize Mág
- Legendy trhlinové války (Čestný nepřítel, Vražda v LaMutu, Jimmy Ručka) se odehrávají během knihy Mág
- povídky Dřeváček a Kurýr se odehrávají během knihy Mág
- Stříbrný trn, Zlo v Sethannonu
- Odkaz trhlinové války (Zrada v Krondoru, Vrazi v Kronodru, Slza bohů, Jimmy a Plazivec)
- Synové Krondoru (Královská krev, Královský bukanýr)
- Hadí sága (Stín temné královny, Vzestup magnáta, Hněv krále démonů, Střepy rozbité koruny)
- Konkláve stínů (Spár stříbrného sokola, Král lišáků, Návrat vyhnance)
- Válka temných (Let nočních dravců, Do temného království, Zloba šíleného boha)
- Válka s démony (Hrozba, Brána temnoty)
- Války chaosu (Království v obležení, Koruna v ohrožení, Mágův konec)

### Mapy světů
- Midkemia – česky, černobílá
- Kelewan – česky, černobílá
- Novindus – česky, černobílá